# Guilty Hearts
Guilty Hearts é um filme norte-americano de drama de 2005 cujo enredo é composto por seis histórias curtas. Dirigido por George Augusto, Phil Dornfeld, Kumar Ravi, Dellicour Savina e Ross Benjamin e com roteiro de George Augusto, Charlie Sheen e Anna Faris, tem no elenco, além de Anna e Charlie, Eva Mendes, Julie Delpy, Stellan Skarsgard, Kathy Bates e Imelda Staunton.